# 中山みき
中山 みき（なかやま みき、寛政10年4月18日〈1798年6月2日〉- 明治20年〈1887年〉2月18日）は、日本の宗教家、天理教教祖。
明治21年（1888年）11月1日に天理教教会本部より出版された「みかぐらうた」複製本の初版では、著者は「奈良県平民 故中山美支」となっているが、現在の天理教では「中山みき」が公式表記とされる。【教祖】と書き親しみを込め「おやさま」と呼称している。

## 生涯
寛政10年4月18日（1798年6月2日）朝に、津藩領の大和国山辺郡三昧田村（正確には西三昧田村）の庄屋・前川（まえがわ）半七正信の家に生まれる。当時三昧田村は東西に分割され、東は柳本藩領、西が津藩領で、現在の奈良県天理市三昧田町。『稿本天理教教祖伝』などによると、幼少の頃からの慈悲深さと同情の心の篤さ、信仰熱心といった記述が多い。前川家は浄土宗の檀家であったので、その感化を幼時より受けて浄土宗の熱心な信者となった。浄土宗の尼僧になることを希望し、19歳の時に中山家の檀那寺であった勾田村（現・天理市勾田町）の善福寺にて五重相伝を受ける。
文化7年9月15日（1810年10月13日）に、同じく津藩領・庄屋敷村の庄屋・中山善兵衞に嫁ぐ。天理教では、その教義においてこの中山家を含む地所が人間世界創造に由来があるとして、この場所を「元のやしき」あるいは「お屋敷」と呼んでいる。
天保9年10月23日（1838年12月9日）の夜四ッ刻（午後十時）、長男・秀司の足の病の原因究明と回復のために、修験道当山派内山永久寺の配下の山伏、中野市兵衛に祈祷を依頼した。その時市兵衛が災因を明らかにするためにする憑祈祷の依り坐（よりまし、神霊が憑依した童子）が不在だったために、みきが依り坐、加持代となる。この時、みきの様子は一変し、まったく別人になったかのような、著しい変化があり、いわゆる憑依状態に入った。このことを天理教では「月日（神）のやしろ」に召される、と呼んでいる。このときに憑依を悟った市兵衛が「あなたは何神様でありますか」と問うたところ、みきは「我は天の将軍なり」あるいは「てんしょうこう」「大神宮」とこたえたなど、諸説ある。とされる。市兵衛があらためて「天の将軍とは何神様でありますか」というと「我は元の神・実の神である。この屋敷にいんねんあり。このたび、世界一れつをたすけるために天降った。みきを神のやしろに貰い受けたい。」あるいは「我はみきの体を神の社とし、親子諸共神が貰い受けたい。」と語り、親神（おやがみ）・天理王命（てんりおうのみこと）がみきに憑依し天啓を受けたとされている。中山家は古くから村の庄屋や年寄といった村役人をつとめる家であり、同時に質屋業を営んでおり、みきの伝記である稿本天理教教祖伝には「子供は小さい、今が所帯盛りであるのに神のやしろに差上げては、後はどうしてやって行けるか善兵衞としても、元の神の思召の激しさに一抹の懸念は残るが、さりとて、家庭の現状を思えば、どうしてもお受けしようという気にはなれないので、又しても、一同揃うて重ねてお断り申し、早々にお昇り下さい。」とあるように、再三辞退を続けたが、みきが「元の神の思わく通りするのや、神の言う事承知せよ。聞き入れくれた事ならば、世界一列救けさそ。もし不承知とあらば、この家、粉も無いようにする」と、申し出を受け入れるならば世の人々を救済するが、拒めば人の世を滅ぼすとこたえ、最終的にみきの家族の反対を振り切る形で、10月26日（同年12月12日）になって、夫の善兵衛がみきを「月日（神）のやしろ」となることを承諾した。そのときのみきは「満足、満足」とこたえて、憑依が終わったとされている。みきの孫で後の初代真柱・中山眞之亮の手記に「御持なされる幣を振り上げて紙は散々に破れ御身は畳に御擦り付けなされて遂に御手より流血の淋漓たる」と書かれているように、この間のみきは衰弱していた。
こうして天理教が立教されたが、みきはしばらくすると屋敷内の内蔵にこもりがちになり、遂には終日出てこずに誰もいないはずの蔵の中で誰かと話をするかのように眩く声が蔵の外まで漏れて聞こえてくることもあった。次第に中山家の評判は悪化し、史実でも庄屋中山善兵衞の名前は天保10年（1838年）3月晦日付「宗旨御改帳」を奉行所へ提出したのを最後に地方文書から消えている。
その後、みきは天理王命の神命に従い、例えば、近隣の貧民に惜しみなく財を分け与え、自らの財産をことごとく失うことがあっても、その神命に従う信念は変わらなかったとされる。

### 布教活動
みきは41歳で「月日のやしろ」に定まったが、幾度か池や井戸などに身を投げようとしたこともあった。その後、内蔵に篭ることもなくなったものの、家財や道具を貧民に施したり、屋敷を取り払ったと言われる。母屋や田畑を売り払えといったみきの言動は家族や親戚のみならず、村人や役人までもが不信感を抱くようになり、天保13年（1842年）には夫・善兵衛をはじめ多くの親族が、みきの行為を気の狂いか憑きものとして、元に戻るように手を尽くしている。
この後、長らく具体的な布教は行われず、嘉永6年（1853年）に夫・善兵衛が死去すると、当時17歳であった五女のこかんに浪速（現在の大阪）・道頓堀へ神名を流させに行かせた。翌年、三女・はる懐妊の際にみき自ら安産祈願である「をびや（おびや）許し」をはじめて施した。これが従来の毒忌みや凭れ物（もたれもの）、腹帯といった慣習に従わなくても、容易に安産できるとして次第に評判を呼び、これをきっかけとしてみきの評判や教えは広がっていた。
元治元年（1864年）ごろにはみきを慕うものも増え、旧暦10月26日に専用に「つとめ場所」を建築。またこの年春ごろより、天理教の救済手段とされる「さづ（ず）け」のはじめとして、みきが信者に授けた扇によって神意をはかることができるとする「扇のさずけ」と「肥のさずけ」を開始、この頃には辻忠作、仲田儀三郎、山中忠七ら古参として教団形成に影響を与えた人物や、みきから唯一、「言上の許し」を与えられて神意を取り次いだ後の本席である飯降伊蔵夫妻が入信している。しかし、天理教への信仰さえあれば、信者らはみきから「をびや許し」や「たすけ」を受けられ、医者から治療を受ける必要はないと説いたために大和神社の神官や地元の僧侶、村医者などが論難にくるようになり、これは明治7年（1874年）に教部省から出された「禁厭祈疇ヲ以テ医薬ヲ妨クル者取締ノ件」という布達に違反、また明治13年（1880年）に制定され、翌年から施行された当時の大阪府の違警罪の一項「官許を得ずして神仏を開帳し人を群衆せしもの」にも違反し、警察からの取り締まりを受けるなど権力との対立が表面化していった。こうしたなかで、信者らは各地に出向き布教を行いはじめ、みきも慶応2年（1866年）、『あしきをはらひて たすけたまへ てんりん（てんり）おうのみこと』の歌と手振りを教示、翌年には『御神楽歌（みかぐらうた）』の製作を開始し、手振りのほかにも鳴り物の稽古もはじめた。地元住民からも苦情が相次ぐ中で、同年に長男・秀司が京都神祇管領吉田家に願い出て、7月23日に布教認可を得て公認となり迫害は収まった。その間にみきは神命に従い、明治元年（1868年）には、『みかぐらづとめ』を完成、翌明治2年（1869年）正月から『おふでさき』を書き始め、第一号（正月）と第二号（3月）を執筆、翌年には『ちよとはなし』『よろづよ八首』の教授、同6年には飯降伊蔵に命じての「甘露台（かんろだい）」の雛形（模型）製作、同8年6月29日（旧暦5月26日）の「ぢば定め」など、天理教の基を築いていった。
しかしながら、このころより官憲の取締りが再び活発化、神具の没収に続いて信仰差し止めの誓約書の署名を強いられた。この中でもみきは天命を貫き通し、1875年（明治8年）には奈良県庁より呼び出しがあり、秀司らとともに留置される。そして明治15年には「かんろだい石」の没収、および『みかぐらうた』の一部改変が断行される。その後もみきだけではなく、信者や家族も度々留置、拘留を受け、1886年（明治19年）には「最後の御苦労」と呼ばれるみき最後の12日間の拘留を受ける。こうした弾圧を避ける為に眞之亮らをはじめ、古参信者らが教会設置公認運動を展開するが教祖中山みきは、教会設立に強く反対し続け、翌年2月18日（旧暦1月26日）午後2時ごろに満88歳（享年90）で現身（うつしみ）を隠した（世間一般で言う「死去」。天理教では現在も「存命中」としている）。

### その後

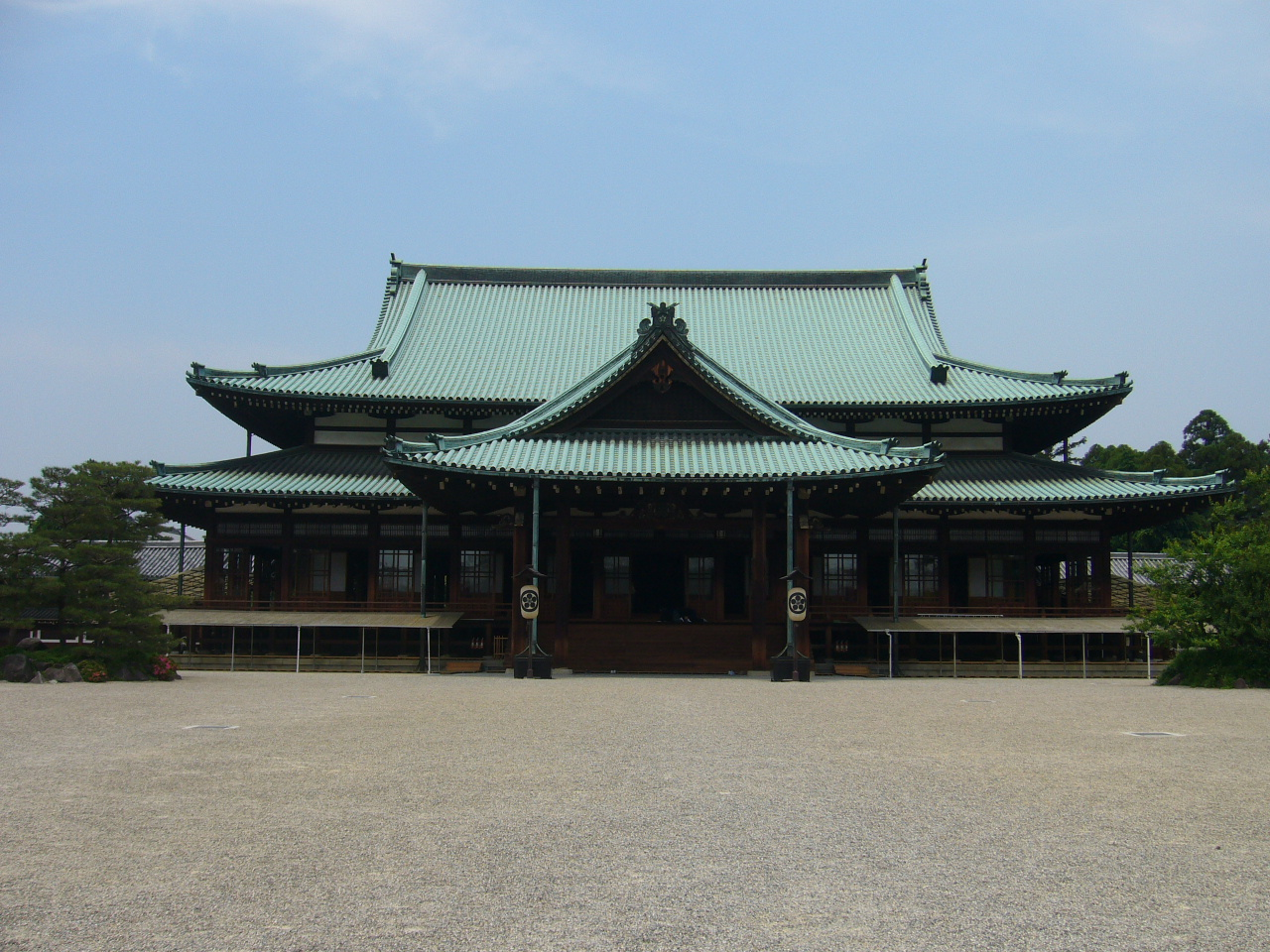
教祖殿。天理教では、教祖は現在もここで生活しているとされる。

みきは生前に神の啓示によって『おふでさき』第三号に「このたすけ百十五才ぢよみよと さだめつけたい神の一ぢよ」と記したように、神にもたれかかって心を澄み切って生きるならば人間の寿命は115歳と説いていた。みきがその寿命を25年も縮めて他界したことは、当時の信者らに多くの動揺を与えた。翌3月25日に飯降伊蔵がみきの後継者・本席となり神の言葉を取り次いだ。その『おさしづ』の中で伊蔵は「子供可愛い故、をやの命を二十五年先の命を縮めて、今からたすけするのやで。」と説明し、子供（=人間）の心の成人（心が澄み陽気ずくめになること）がをや（神）の思惑通りに運ばないから、人々に心の成人を促したのであると教示している。また同時にみきは「現身を隠した」のであり、「魂は永久に元の屋敷に留まり、存命のまま一れつ人間の成人を見守り、ご守護してくださっている」という教祖存命の理が誕生し、現在の天理教信仰の根本的な精神的支柱となっている。そのため、天理教本部では、みきの魂は教祖殿で生活しているとされ、生前と同じように食事や着替えが運ばれるなど、いろいろな世話がなされている。
その後、本席となり神の言葉を取り次いだ飯降伊蔵は、自身の後継に幼少の頃より教祖に側仕えをしていた上田ナライトを指名したが、上田は、本席ではなく中山家当主を今後の主体として教団を運営管理していきたいとする派閥の、教会内部の権力争いに巻き込まれ失脚することになり、神の言葉を取り次いだ本席の立場は廃止された（なお当の上田ナライトは「ひとつ意思の下で進むことが教祖の望み」として、権力争いについては全く意に介さず、すんなり受け入れたとされる）。
天理教は「神道直轄天理教会」として東京府より認可を受け『みかぐらうた』・『おふでさき』・『泥海古記』は天理教の根本の教義・教典となり、没後も本席・飯降伊蔵の下、『おさしづ』に基づき天理教として布教が行われた。また教祖年祭として、没後翌年に教祖1年祭を開催（最終的に中止）、5年祭、10年祭と続き、以後10年ごとに執行され、2016年1月には教祖130年祭が執り行れた。1934年（昭和10年）からはみきの誕生を記念して教祖誕生祭が毎年、4月18日に開催されている。1956年（昭和31年）3月8日から、午後2時のサイレンがはじまり、現在に至っている。

## 略歴
- 1798年6月2日（寛政10年4月18日）- 大和国山辺郡西三昧田村で前川家に誕生。
- 1806年（文化4年）- この頃から寺子屋に通う。信仰熱心で12歳のころには尼になることを志望している。
- 1810年（文化7年）10月13日 - 山辺郡庄屋敷村の中山家に嫁ぐ。夫・善兵衛は23歳、みきは13歳。
- 1816年（文化13年）4月12日 - 勾田村善福寺で五重相伝をうける。
- 1838年12月09日（天保9年10月23日）- 長男・秀司の加持祈祷のためにみきが加持台になったところ、憑依状態になる。
- 1838年12月12日（天保9年10月26日）- 「月日のやしろ」に定まる。天理教では立教の日とされる。
- 1854年（嘉永6年）- 中山家の母屋が売り払われる。
- 1855年（安政元年）- をびや許しの開始。
- 1865年（慶応元年）- このころよりみきへの参詣者が増加。7月26日、飯降伊蔵夫妻に扇の伺い、10月26日、つとめ場所が棟上される。
- 1866年（慶応2年）- 信者に「あしきはらひたすけたまえ」の歌と手振りを教える。6月19日、初代真柱・中山眞之亮誕生。
- 1867年（慶応3年）- 以後3年間にわたり、みかぐらうた「十二下り」を教える。7月23日に京都吉田神祇管領より認可。
- 1869年（明治2年）-「おふでさき」の執筆を開始。翌年から「ちよとはなし」と「よろづよ八首」を指導。
- 1874年（明治7年）- 前川家から神楽面を受け取る。12月26日ごろから赤衣を着るようになる。このころより奈良警察ほか官憲の取締りが活発化。
- 1875年（明治8年）6月29日 - ぢば定めを行う。この年「いちれつすますかんろだい」の歌と手振り、また「十一通りのつとめ」を教える。9月には奈良県庁より呼出状、翌日出頭し留置。
- 1882年（明治15年）5月12日 - かんろだい石、赤衣が警察より没収、同時期にみかぐらうたの一部が改変される。翌年11月には、晩年の住まい場所となった御休息所が落成。またこのころ警察からの取調べが活発化し、奈良監獄などに度々拘留。
- 1886年（明治19年）2月18日 - みき最後の拘留でみき、眞之亮らが聴取を受ける。以後12日間、櫟本分署に引致。天理教では「最後の御苦労」と称している。
- 1887年（明治20年）- 1月上旬容態が急変。2月18日（旧暦1月26日）、午後2時ごろ死去。満88歳没（享年90）。2月23日、葬儀が教会本部で執り行われる。火葬後、善福寺に埋葬される。3月25日、飯降伊蔵が本席に就任。

## 家族
一部省略している。
|        |        |        |        |              |              |              |              | （前川）きぬ | （前川）きぬ | （前川）きぬ | （前川）きぬ | （前川）きぬ | （前川）きぬ |            |            | 中山善右衛門 | 中山善右衛門 | 中山善右衛門 | 中山善右衛門 | 中山善右衛門 | 中山善右衛門 |  |  |            |            |            |            |            |            |  |  |            |            |            |            |            |            |  |  |      |      |      |      |        |        |        |        |        |        |      |      |        |        |        |        |                |                |                |                |                |                |  |  |  |  |  |  |  |  |  |  |  |  |  |  |
|        |        |        |        |              |              |              |              | （前川）きぬ | （前川）きぬ | （前川）きぬ | （前川）きぬ | （前川）きぬ | （前川）きぬ |            |            | 中山善右衛門 | 中山善右衛門 | 中山善右衛門 | 中山善右衛門 | 中山善右衛門 | 中山善右衛門 |  |  |            |            |            |            |            |            |  |  |            |            |            |            |            |            |  |  |      |      |      |      |        |        |        |        |        |        |      |      |        |        |        |        |                |                |                |                |                |                |  |  |  |  |  |  |  |  |  |  |  |  |  |  |
|        |        |        |        |              |              |              |              |              |              |              |              |              |              |            |            |              |              |              |              |              |              |  |  |            |            |            |            |            |            |  |  |            |            |            |            |            |            |  |  |      |      |      |      |        |        |        |        |        |        |      |      |        |        |        |        |                |                |                |                |                |                |  |  |  |  |  |  |  |  |  |  |  |  |  |  |
|        |        |        |        | 美支（みき） | 美支（みき） | 美支（みき） | 美支（みき） | 美支（みき） | 美支（みき） |              |              | 中山善兵衛   | 中山善兵衛   | 中山善兵衛 | 中山善兵衛 | 中山善兵衛   | 中山善兵衛   |              |              |              |              |  |  |            |            |            |            |            |            |  |  |            |            |            |            |            |            |  |  |      |      |      |      |        |        |        |        |        |        |      |      |        |        |        |        |                |                |                |                |                |                |  |  |  |  |  |  |  |  |  |  |  |  |  |  |
|        |        |        |        | 美支（みき） | 美支（みき） | 美支（みき） | 美支（みき） | 美支（みき） | 美支（みき） |              |              | 中山善兵衛   | 中山善兵衛   | 中山善兵衛 | 中山善兵衛 | 中山善兵衛   | 中山善兵衛   |              |              |              |              |  |  |            |            |            |            |            |            |  |  |            |            |            |            |            |            |  |  |      |      |      |      |        |        |        |        |        |        |      |      |        |        |        |        |                |                |                |                |                |                |  |  |  |  |  |  |  |  |  |  |  |  |  |  |
|        |        |        |        |              |              |              |              |              |              |              |              |              |              |            |            |              |              |              |              |              |              |  |  |            |            |            |            |            |            |  |  |            |            |            |            |            |            |  |  |      |      |      |      |        |        |        |        |        |        |      |      |        |        |        |        |                |                |                |                |                |                |  |  |  |  |  |  |  |  |  |  |  |  |  |  |
|        |        |        |        |              |              |              |              |              |              |              |              |              |              |            |            |              |              |              |              |              |              |  |  |            |            |            |            |            |            |  |  |            |            |            |            |            |            |  |  |      |      |      |      |        |        |        |        |        |        |      |      |        |        |        |        |                |                |                |                |                |                |  |  |  |  |  |  |  |  |  |  |  |  |  |  |
| こかん | こかん | こかん | こかん | こかん       | こかん       |              |              | つね（夭）   | つね（夭）   | つね（夭）   | つね（夭）   | つね（夭）   | つね（夭）   |            |            | はる         | はる         | はる         | はる         | はる         | はる         |  |  | 梶本惣治郎 | 梶本惣治郎 | 梶本惣治郎 | 梶本惣治郎 | 梶本惣治郎 | 梶本惣治郎 |  |  | やす（夭） | やす（夭） | やす（夭） | やす（夭） | やす（夭） | やす（夭） |  |  | まさ | まさ | まさ | まさ | まさ   | まさ   |        |        | 秀司   | 秀司   | 秀司 | 秀司 | 秀司   | 秀司   |        |        | （小東）まつゑ | （小東）まつゑ | （小東）まつゑ | （小東）まつゑ | （小東）まつゑ | （小東）まつゑ |  |  |  |  |  |  |  |  |  |  |  |  |  |  |
| こかん | こかん | こかん | こかん | こかん       | こかん       |              |              | つね（夭）   | つね（夭）   | つね（夭）   | つね（夭）   | つね（夭）   | つね（夭）   |            |            | はる         | はる         | はる         | はる         | はる         | はる         |  |  | 梶本惣治郎 | 梶本惣治郎 | 梶本惣治郎 | 梶本惣治郎 | 梶本惣治郎 | 梶本惣治郎 |  |  | やす（夭） | やす（夭） | やす（夭） | やす（夭） | やす（夭） | やす（夭） |  |  | まさ | まさ | まさ | まさ | まさ   | まさ   |        |        | 秀司   | 秀司   | 秀司 | 秀司 | 秀司   | 秀司   |        |        | （小東）まつゑ | （小東）まつゑ | （小東）まつゑ | （小東）まつゑ | （小東）まつゑ | （小東）まつゑ |  |  |  |  |  |  |  |  |  |  |  |  |  |  |
|        |        |        |        |              |              |              |              |              |              |              |              |              |              |            |            |              |              |              |              |              |              |  |  |            |            |            |            |            |            |  |  |            |            |            |            |            |            |  |  |      |      |      |      |        |        |        |        |        |        |      |      |        |        |        |        |                |                |                |                |                |                |  |  |  |  |  |  |  |  |  |  |  |  |  |  |
|        |        |        |        |              |              |              |              |              |              |              |              |              |              |            |            |              |              |              |              |              |              |  |  |            |            |            |            |            |            |  |  |            |            |            |            |            |            |  |  |      |      |      |      |        |        |        |        |        |        |      |      |        |        |        |        |                |                |                |                |                |                |  |  |  |  |  |  |  |  |  |  |  |  |  |  |
|        |        |        |        |              |              |              |              |              |              |              |              |              |              |            |            | 楢治郎       | 楢治郎       | 楢治郎       | 楢治郎       | 楢治郎       | 楢治郎       |  |  | 眞之亮     | 眞之亮     | 眞之亮     | 眞之亮     | 眞之亮     | 眞之亮     |  |  |            |            |            |            |            |            |  |  |      |      |      |      |        |        |        |        |        |        |      |      | たまへ | たまへ | たまへ | たまへ | たまへ         | たまへ         |                |                |                |                |  |  |  |  |  |  |  |  |  |  |  |  |  |  |
|        |        |        |        |              |              |              |              |              |              |              |              |              |              |            |            | 楢治郎       | 楢治郎       | 楢治郎       | 楢治郎       | 楢治郎       | 楢治郎       |  |  | 眞之亮     | 眞之亮     | 眞之亮     | 眞之亮     | 眞之亮     | 眞之亮     |  |  |            |            |            |            |            |            |  |  |      |      |      |      |        |        |        |        |        |        |      |      | たまへ | たまへ | たまへ | たまへ | たまへ         | たまへ         |                |                |                |                |  |  |  |  |  |  |  |  |  |  |  |  |  |  |
|        |        |        |        |              |              |              |              |              |              |              |              |              |              |            |            |              |              |              |              |              |              |  |  |            |            |            |            |            |            |  |  |            |            |            |            |            |            |  |  |      |      |      |      |        |        |        |        |        |        |      |      |        |        |        |        |                |                |                |                |                |                |  |  |  |  |  |  |  |  |  |  |  |  |  |  |
|        |        |        |        |              |              |              |              |              |              |              |              |              |              |            |            |              |              |              |              |              |              |  |  |            |            |            |            |            |            |  |  |            |            |            |            |            |            |  |  |      |      |      |      |        |        |        |        |        |        |      |      |        |        |        |        |                |                |                |                |                |                |  |  |  |  |  |  |  |  |  |  |  |  |  |  |
|        |        |        |        |              |              |              |              |              |              |              |              |              |              |            |            |              |              |              |              |              |              |  |  |            |            |            |            |            |            |  |  |            |            |            |            |            |            |  |  |      |      |      |      |        |        |        |        |        |        |      |      |        |        |        |        |                |                |                |                |                |                |  |  |  |  |  |  |  |  |  |  |  |  |  |  |
|        |        |        |        |              |              |              |              |              |              |              |              |              |              |            |            |              |              |              |              |              |              |  |  |            |            |            |            |            |            |  |  | 正善       | 正善       | 正善       | 正善       | 正善       | 正善       |  |  |      |      |      |      | 玉千代 | 玉千代 | 玉千代 | 玉千代 | 玉千代 | 玉千代 |      |      |        |        |        |        |                |                |                |                |                |                |  |  |  |  |  |  |  |  |  |  |  |  |  |  |
|        |        |        |        |              |              |              |              |              |              |              |              |              |              |            |            |              |              |              |              |              |              |  |  |            |            |            |            |            |            |  |  | 正善       | 正善       | 正善       | 正善       | 正善       | 正善       |  |  |      |      |      |      | 玉千代 | 玉千代 | 玉千代 | 玉千代 | 玉千代 | 玉千代 |      |      |        |        |        |        |                |                |                |                |                |                |  |  |  |  |  |  |  |  |  |  |  |  |  |  |
|        |        |        |        |              |              |              |              |              |              |              |              |              |              |            |            |              |              |              |              |              |              |  |  |            |            |            |            |            |            |  |  | 善衛       |            |            |            |            |            |  |  |      |      |      |      |        |        |        |        |        |        |      |      |        |        |        |        |                |                |                |                |                |                |  |  |  |  |  |  |  |  |  |  |  |  |  |  |
|        |        |        |        |              |              |              |              |              |              |              |              |              |              |            |            |              |              |              |              |              |              |  |  |            |            |            |            |            |            |  |  |            |            |            |            |            |            |  |  |      |      |      |      |        |        |        |        |        |        |      |      |        |        |        |        |                |                |                |                |                |                |  |  |  |  |  |  |  |  |  |  |  |  |  |  |
|        |        |        |        |              |              |              |              |              |              |              |              |              |              |            |            |              |              |              |              |              |              |  |  |            |            |            |            |            |            |  |  | 善司       |            |            |            |            |            |  |  |      |      |      |      |        |        |        |        |        |        |      |      |        |        |        |        |                |                |                |                |                |                |  |  |  |  |  |  |  |  |  |  |  |  |  |  |
|        |        |        |        |              |              |              |              |              |              |              |              |              |              |            |            |              |              |              |              |              |              |  |  |            |            |            |            |            |            |  |  |            |            |            |            |            |            |  |  |      |      |      |      |        |        |        |        |        |        |      |      |        |        |        |        |                |                |                |                |                |                |  |  |  |  |  |  |  |  |  |  |  |  |  |  |
|        |        |        |        |              |              |              |              |              |              |              |              |              |              |            |            |              |              |              |              |              |              |  |  |            |            |            |            |            |            |  |  | 大亮       |            |            |            |            |            |  |  |      |      |      |      |        |        |        |        |        |        |      |      |        |        |        |        |                |                |                |                |                |                |  |  |  |  |  |  |  |  |  |  |  |  |  |  |

夫善兵衛との間に、一男五女（秀司、おまさ、おやす、おはる、おつね、こかん）を授かる。後の中山家家督で初代真柱の中山眞之亮ははるの三男である。

## 教団への指摘
現在の宗教法人天理教教会本部と教祖中山みきとの教えには明らかな違いがあるという指摘があり、明治期の「応法の道」と呼ばれる諸改革、および昭和期、特に第二次世界大戦中の「革新」によってみきの主張は歪曲され権力に迎合したが、それらは戦後の「復元」後も天理教団内に根強く残っているとの見解もある。そもそもみきは教会公認および設置運動に否定的であった、神意ではなかったと宗教学者の島田裕巳や村上重良、ライターの早川和広らが批判している。もっとも、こうした「教団が中山みきの教えを曲げて権力へ迎合した」との見解には異論もある（後述）。
天理教教会本部が編纂した『稿本天理教教祖伝』においては、立教以後のみきは神性が強調され、人間性は問われず、したがってすべての行動が神的存在として人々を救済する活動のさまざまな現れでしかなかったとする批判があり、ジャーナリストの青地晨は著書『天理教 百三十年目の信仰革命』の中で、神がかりの時点からのみきが既に神だと見られ、苦悩や希望などの人間的感情が伴わないという教義の解釈は、みきは自己判断の能力を失い、神に操られる人形に等しいというふうに述べている。同様の指摘では、天理大学付属おやさと研究所教授の幡鎌一弘が、教祖の50年の「ひながた」と中山みきの現前性（存在証明）の二つに支えられて、教祖死去の明治20年で終わる『稿本天理教教祖伝』の枠組みそのものが、中山みきの物語を狭めているのではないかと述べている。
教団内部からの批判としては、元天理教教会本部修養科講師で元天理教本嬬原分教会会長の八島秀雄が1970年代後半に教団批判を展開しており、1979年には櫟本分署跡保存会を発足させて代表となっている。1985年12月に教会の機関紙『ほんあづま』202号で、教祖百年祭を機に応法の理である神道教理や儀礼を廃止し、教祖が教えたとおりに「かんろだい」を目標にして各教会でおつとめを行い、みかぐらうたとおふでさきに基づいて教育せよと提唱したため、翌年に教会長職を罷免されている。八島は八島の著書『中山みき研究ノート』内で、そこでは教祖に関する数々の逸話を否定している。この八島の異説には天理教青年会ほか教団内部からの反論もあり、天理教青年会本部の機関紙『あらきとうりょう』149号で、唯物論的で教祖の実在からかけ離れていると批判し、史料と合わせて反駁しているほか、『確かな教理理解のために』という反駁本も出版している。みさと原典研究会の代表で天理教御里分教会長をつとめていた植田義弘（故人）は多数の著書の中で、現在の教団の原典に対する態度を批判している。
特に現在の教団の重要な教えであるとされる「月日のやしろとなられた教祖は、親神の思召のまに／＼『貧に落ち切れ。』と、急き込まれると共に、嫁入りの時の荷物を初め、食物、着物、金銭に至るまで、次々と、困って居る人々に施された。」という『稿本天理教教祖伝』の記述は、八島のみならず、島田も『日本の10大新宗教』の中で、早川も『天理教・その堕落と悲劇』の中で、実際はみきの長男・秀司が米と綿の相場で失敗し、家ごと借金してしまったが、教団は後にその事実を湾曲化して、信者から金を取ろうしたため「貧に落ちきれ」という思想が生まれたと指摘している。また、これに関連して嘉永6年（1853年）、みきの五女・こかんの「浪速（現在の大阪）での神名流し」についても史実的伝承が乏しいとされ、これに関しては『改訂 天理教事典』内で矛盾が生じている。
また天理教との関わりが深かった小説家の芹沢光治良は著書『教祖伝』にて、教団成立を認めず、真の信仰世界を求めている教祖中山みきと教団を作ろうとする弟子との理念の衝突に関する描写によって、教団批判の立場が見られる。また「教団というものは、神の教えにも、人間の信仰にも、さして関係がないことだが、教団ができると、信仰がそれに結びつけられて、神の教を曲げることが、しばしば起きる」とも書かれている。1987年に発表された『神の慈愛』でも、天理教で教祖中山みきの死後、「をや」の言葉を取り次いだ人が本席と呼ばれる飯降伊蔵のみであることに触れ、飯降の死後、存命の教祖は教祖殿に納まり、教祖の言葉を取り次ぐ者も天啓者も現れないとして、天理教の指導者である真柱が神の代理者となり、真柱が中心となり彼に都合のいいものだけで教理を創って教会に公布した、という内容を述べている。宗教学者の弓山達也はこのことに関連して著書『啓のゆくえ―宗教が分派するとき』でほんみちやほんぶしん、おうかんみちなどの宗教団体が天理教から分立したことについて、特に飯降の死亡後の大正から昭和初期にかけて多く誕生していることに触れ、中山みきや飯降伊蔵の死後、親神の意思を伝える天啓者がいなくなったことに起因していると分析している。

### 学者による考察
天理教を研究する宗教学者の中でも、村上重良は著書『近代民衆宗教史の研究』の中で、このみきの立教に至る「神がかり」を準備したものは、夫婦の不和や子女の夭折、長男の重病、出産後の生理的不調など家族の問題からくる精神的苦悩・生理的苦痛にあるとして、みきにとって「月日のやしろ」となることは、病、息子の難病、家の道具、夫婦の不和、重労働からの解放を意味したと論じている。この考察は後に島薗進の「突発説」の否定や、笠原一男、小栗純子らに受け継がれている。島薗はこの村上の考察について『天理教研究史試論』の中で「教団内外のそれまでの教祖伝研究の成果を結集し、一つの歴史叙述にまとめあげた」功績は大きいと評価している。
一方で、これらの研究に対しては政治的な立場が色濃く反映されているとの批判があり、特に村上重良については本人が共産党系の研究者としての立場から、他の新宗教同様に天理教を民衆による反天皇制の運動として捉えようとする傾向がみられると島田裕巳や大谷渡から指摘されている。
村上は中山みきの教義には民衆による「天皇制政府に対する反抗のイデオロギー」「平等感」「ヒューマニズム」「夫婦中心の家族観」といった近代的な自由と民主主義の思想が表現されていたが、その「民衆的性格」を感じ取って弾圧を加える権力に大してみきは信者と共に意識的な抵抗を行ったが、彼女の死後は教団が権力に屈したために「前進的」な思想と「抵抗の伝統」を後退させてしまったとしている。しかし、当時の天理教が警察から取り締まりを受けたのは「ビシャッと医者止めて、神さん一条や」と言い、医者や薬を拒絶し、呪術祈祷や呪いによる信仰治療が実践されていたが故に禁厭祈祷や医薬妨害、金銭詐取などの理由で取り締まりを受けたのであり、天皇制とは何の関係もなかった。特に1882年（明治15年）9月には和泉郡我孫子村（現：大阪府泉大津市我孫子）において信者たちが治癒行為として「てんりんわうのみこと」の神名を唱えながら仲間の信者の身体を切り刻んで死に至らしめるという我孫子事件が起こっており、この事件後には取り締まりが一層強化されることとなった。このように、みきと信者たちの信心の世界は土俗的で呪術に満ちたものであったが、秀司を中心に徐々に社会的圧力に対応し、政府の宗教政策に順応して教団としての体裁を整え、教派神道の独立教団へ成長していったのが実態といえる。
しかし、こうした史実を無視して、村上の研究はその後笠原や小栗によって歪みが一層増幅されたと大谷は指摘しており、夫善兵衛の性格や生活を知ることのできる直接の史料は存在しないにも関わらず、「無気力な夫」「金とひまにまかせて女出入の多い放縦な生活をつづけた」などと表現し、みきの教えとされた「権力否定」「平和」「平等の思想」「家と権威と富」の否定は夫善兵衛の「不身持」への反感と憎悪の中から生まれた、「既成の体制のなかで生まれた旧来の価値観、幸福感を支える権力に対する否定的意識を持つようになった」などと笠原・小栗は結論付けている。
現実にはみきは中山家の血筋や家格を重んじており、息子の秀司の内縁の妻を離縁させたり、中山家に住むことの出来る家族を親神が定めた尊い「いんねん（因縁）」の魂の持ち主としており、村上や笠原の主張するような「家父長的な家族観にかわって『ふうふ』中心の家の重視」を説いたというのは事実とかけ離れており、また、警察の取り締まりに対して「さんねん（残念）」「りふく（立腹）」と記したからといって「反権力」「抵抗の伝統」などと意味付けるのはあまりにも飛躍した歴史解釈であり、間違いとしている。